# Luis Garrido Juaristi
Luis Garrido Juaristi (Logroño, 16 de junio de 1875-Madrid, 16 de mayo de 1940) fue un político español, alcalde de Madrid entre 1918 y 1920. Ocupó también el puesto de presidente del Centro Riojano de Madrid y fue copropietario del teatro Infanta Isabel.

## Biografía
Nació en Logroño el 16 de junio de 1875. Contrajo matrimonio con Ceferina Martínez Zaporta (hija del fundador del diario "La Rioja" D. Facundo Martínez Zaporta) con la que tuvo cuatro hijos. Dos de ellos fueron figuras destacadas de la vida madrileña Luis Garrido, Abogado del Estado y jefe de la Asesoría Jurídica del Ministerio de Industria; y Moisés Garrido, destacado letrado, componente de la Junta de Gobierno del Ilustre Colegio de Abogados de Madrid y fundador de la Institución Protectora de Huérfanos de la Abogacía (junto a Ángel Ossorio y Gallardo).
Estudió Magisterio y, más tarde, la carrera de Derecho, que terminó en junio de 1889. Fue elegido concejal del Ayuntamiento de Madrid por el distrito de Buenavista en las elecciones municipales de noviembre de 1915. En 1919, fue nombrado alcalde de la villa de Madrid con treinta y dos votos a favor y doce votos en blanco del pleno. Desempeñó el cargo entre el 27 de noviembre de 1918 y el 1 de abril de 1920. Tras su cese participó como columnista en el diario madrileño El Liberal.
Ocupó otros cargos importantes entre los que se encuentran diputado tercero de la Junta de Gobierno del Ilustre Colegio de Abogados de Madrid; presidente de la Cámara de la Propiedad Urbana; o presidente del Centro Riojano de Madrid (de 1931 a 1933). Fue también copropietario del teatro Infanta Isabel. 
Proclamada la Segunda República, fue miembro del consejo ejecutivo del Círculo Monárquico Independiente, creado en mayo de 1931. Falleció en Madrid el 16 de mayo de 1940, a la edad de sesenta y cinco años.

## Actividades desarrolladas durante la alcaldía
Una de las más destacadas es la inauguración de la primera línea del metropolitano de Madrid junto al rey Alfonso XIII el 17 de octubre de 1919. Este primer trayecto unía las estaciones de Sol y Cuatro Caminos. También durante su mandato se estableció que la circulación fuera por la derecha, se inauguró el Palacio de Comunicaciones, el teatro de La Latina y la Hemeroteca Nacional, de la que fue el verdadero creador.